# 基耶沃之围
基耶沃之围是克罗地亚独立战争早期冲突之一。冲突的起因是1991年4月下旬至5月初拉特科·姆拉迪奇上校领导的南斯拉夫人民军第9军团和克宁警察局长米兰·马尔蒂奇领导的克拉伊纳塞尔维亚自治州部队包围克族人居多的基耶沃。斯普利特爆发大规模抗议活动后，双方通过谈判解除了包围。
8月中，南斯拉夫人民军和克拉伊纳部队再次包围，并在8月26日占领该地。随后，联军在此烧杀抢掠。这场战斗具有重大意义，因为这是南斯拉夫人民军首次公开支持克拉伊纳对抗克罗地亚政府。克罗地亚警察在战后撤往德尔尼什，克族村民也被迫远走他乡。
马尔蒂奇在前南斯拉夫问题国际刑事法庭受审时，被控包括基耶沃之围在内的多个战争罪。2007年，法庭判处其罪成。2008年，上诉庭基于包围时遭到种族清洗的证人证词维持原判。这次围困是南斯拉夫内战中首个种族清洗事件。克罗地亚当局缺席审判姆拉迪奇，并判决他在基耶沃犯下战争罪。

## 背景
1990年，克罗地亚社会主义共和国政府在选举中落败，当地的民族关系日趋紧张。为了避免抵抗，南斯拉夫人民军没收了边防军的武器。8月17日，克罗地亚塞尔维亚人起兵叛乱。叛乱主要发生在达尔马提亚的克宁、利卡、科尔敦、巴诺维纳和斯拉沃尼亚等塞尔维亚人占多数的地区。1991年1月，塞尔维亚在获得黑山、伏伊伏丁那和科索沃省支持下，两次要求南斯拉夫社会主义联邦共和国主席团批准派谴南斯拉夫人民军解除克罗地亚军队，但都失败。3月，塞族叛军与克罗地亚特种警察发生一场不流血冲突。随后，南斯拉夫人民军在塞尔维亚及其盟友支持下要求主席团授予其战时特别权力并宣布进入紧急状态，但于3月15日被拒绝。塞尔维亚总统斯洛博丹·米洛舍维奇趁势接收兵权。米洛舍维奇主张扩大塞尔维亚，而非维护南斯拉夫统一。他还公开威胁将用塞尔维亚军队取代南斯拉夫人民军，并不再承认主席团的权威。南斯拉夫人民军此后逐渐放弃维护南斯拉夫统一，转而支持扩充塞尔维亚领土。到了月底，克罗地亚冲突升级，并首次出现人员伤亡。南斯拉夫人民军开始介入局势支持叛军，阻止克罗地亚警察行动。4月初，叛军领导人宣布打算将其控制区并入塞尔维亚。
1991年初，克罗地亚并未组建正规军。为了加强防御，克罗地亚将警察规模扩充一倍，人数约2万人。其中最精锐的部队是3000人的特警部队，共编成12个营。此外，还有9000至10000名地区预备役警察被编成16个营和10个连，但缺乏武器。面对日益恶化的局势，克罗地亚政府在5月成立了克罗地亚国民警卫队，将特警整编成职业化的正规军。国民警卫队兵力约8000人，隶属于已退役的南斯拉夫将军马丁·斯佩盖利领导的克罗地亚国防部。扩充至4万人的地方警察也被划给国民警卫队管辖，并整编成19个旅及14个独立营。警卫旅是国民警卫队中唯一配备轻武器齐全的单位。国民警卫队当时不仅缺乏重武器，也没有完善的指挥结构。由于缺乏重武器，国民警卫队不得不使用从博物馆和电影制片厂获得的二战武器。克罗地亚军备库当时仅有从国外采购的3万件轻武器和警方原有1万5000千装备。克罗地亚政府新建了一支特警部队，以取代调往国民警卫队的人员。

## 前奏
1991年，基耶沃共有1261人，克罗地亚族占了99.6%。其邻村为波拉查、契夫利亚内和采蒂纳，这3座村以塞尔维亚族居多。原木革命后，这3座村加入了克拉伊纳塞尔维亚自治州。由于波拉查和契夫利亚内设置路障，通往基耶沃道路受阻，基耶沃民众自发组建民兵武装。
1991年4月1日普利特维采湖群冲突发生后，克拉伊纳扣押了德尔尼什的3名克罗地亚警察，以交换在普利特维采湖群国家公园被俘的克拉伊纳士兵。基耶沃民兵随即扣押几名塞族平民，并要求交换那3名警察。4月2日，南斯拉夫人民军情报官员报告称基耶沃和契夫利亚民兵在隔着路障的情况下发生交火，局势可能升级。基耶沃因其占据克拉伊纳交通要道，使他战略意义增加。

## 4月至5月封锁
4月27日至28日夜间，一群克罗地亚内政部官员突破重围抵达基耶沃，并在4月28日新建警察局。次日，南斯拉夫人民军第9军团参谋长拉特科·姆拉迪奇上校率兵进入，并切断所有通道阻碍物资流入。5月2日，一架克罗地亚警用直升机遭到克拉伊纳武装份子袭击受损，被迫在基耶沃紧急迫降。机上载有卢卡·贝比奇和弗拉迪米尔·舍克斯。机身在经过修复后，于当天复飞。同日，科齐亚克山爆发另一场小型冲突，导致1名克拉伊纳士兵阵亡。
克罗地亚总统弗拉尼奥·图季曼呼吁民众合力解除封锁，使得克罗地亚工人工会协会于1991年5月16日在布罗多斯普利特造船厂组织一场大规模抗议。5月7日，南斯拉夫人民军第10摩托化旅的80辆坦克和履带车以及23辆轮式车辆离开莫斯塔尔兵营，但在莫斯塔尔以西的希罗基布里耶格被民众拦下，导致车队停留3天。民众要求南斯拉夫人民军解除对基耶沃的封锁。最后在波斯尼亚和黑塞哥维那主席团主席阿利雅·伊泽特贝戈维奇到场向抗议者发表讲话向抗议者保证这些车辆是前往库普雷斯而非基耶沃后，抗议平息。图季曼和枢机弗拉尼奥·库哈里奇也在抗议活动中发送电报呼吁抗议者支持伊泽特贝戈维奇。几天后，基耶沃封锁解除。

## 8月封锁
1991年8月17日，姆拉迪奇再次率兵设置路障，封锁所有进出通道。塞族领导人米兰·马尔蒂奇向基耶沃警察和居民发出最后通牒，限他们在两天内离开村庄及周边地区，否则将面临武装攻击。
8月23日至25日，克罗地亚疏散全村平民。8月25日，克罗地亚军队袭击基耶沃东南部距离38（24英里）的锡尼南斯拉夫人民军兵营，但失败。这场袭击的目的是获得武器，因为基耶沃周边的克罗地亚阵地形势不断恶化，急需这些武器解决燃眉之急。
8月26日，南斯拉夫人民军对基耶沃发起进攻。警察局长马丁·契钦·塞恩（Martin Čičin Šain）率领58名配备轻武器的警察迎战。凌晨5点18分至下午1点，南斯拉夫人民军朝村内发射1500枚炮弹。南斯拉夫空军也派出34架战机执行密接空中支援。当天下午，南斯拉夫陆军开始攻击基耶沃。据马尔蒂奇所说，基耶沃每栋房屋皆遭到炮击。进攻部队由南斯拉夫士兵和塞族民兵组成，约有30辆坦克。
下午4点30分，南斯拉夫人民军攻入基耶沃。负责指挥行动的第221摩托化步兵旅指挥官佩里斯拉夫·杜基奇（Perislav Đukić）中校报告称基耶沃已于晚上10点30分被完全控制。克罗地亚警察兵分三路从科齐亚克山向德尔尼什撤退。由于炮火摧毁大部分定居点，基耶沃村民只能离开家乡。撤退队伍在越过科齐亚克山时遭到了南斯拉夫空军追击。贝尔格莱德广播电视台记者韦斯娜·德温查记录了这些事件。最后，南塞联军攻下了这座村庄。

## 结果
基耶沃之围是南斯拉夫人民军首次在局势不断变化的克罗地亚独立战争中公开支持塞族叛军，发生在马尔蒂奇发出最后通牒后。克罗地亚方面有两人负伤，1支20人组成的队伍被俘，但后来通过交换战俘获释。南斯拉夫在此战中零伤亡。基耶沃被占领后遭到烧杀抢掠，成为战争初期最著名的战争罪之一。参与基耶沃及周边地区战斗的南斯拉夫部队马不停蹄朝锡尼推进，并攻占了弗尔利卡。9月中旬又调去参加希贝尼克战役。
米兰·马尔蒂奇在前南斯拉夫问题国际刑事法庭受审时，因参与基耶沃之围被判定罪成。2008年，上诉庭根据证人证词维持原判。这是南斯拉夫内战中首个种族清洗事件。基耶沃之围未被纳入审判拉特科·姆拉迪奇起诉书中，但克罗地亚司法机构还是对他进行缺席审判，判他战争罪成监禁20年。

## 注脚
1. ↑  Hoare 2010，第117頁.
2. ↑  Hoare 2010，第118頁.
3. ↑  纽约时报 1990.
4. ↑  ICTY 2007.
5. ↑  Hoare 2010，第118–119頁.
6. ↑  Ramet 2006，第384–385頁.
7. 1 2  Hoare 2010，第119頁.
8. ↑  纽约时报 1991a.
9. ↑  纽约时报 1991b.
10. 1 2 3  CIA 2002，第86頁.
11. ↑  EECIS 1999，第272–278頁.
12. ↑  Ramet 2006，第400頁.
13. 1 2 3 4  Gow 2003，第154頁.
14. ↑  Silber & Little 1996，第171頁.
15. ↑  Slobodna Dalmacija 2010a.
16. 1 2 3  Hrvatski vojnik 2012.
17. ↑  Municipality of Kijevo 2007.
18. ↑  Degoricija 2008，第49頁.
19. ↑  Hrvatski vojnik 2009.
20. 1 2  Woodward 1995，第142頁.
21. ↑  FBIS 1991，第38頁.
22. ↑  Nacional 2005.
23. ↑  Ružić 2011，第411頁.
24. ↑  Slobodna Dalmacija 2001.
25. ↑  Lučić 2008，第123頁.
26. ↑  Gow 2003，第154–155頁.
27. ↑  Allcock, Milivojević & Horton 1998，第142頁.
28. 1 2  ICTY 2007，第61–62頁.
29. ↑  Slobodna Dalmacija 2010b.
30. 1 2 3 4 5  Deljanin 2011.
31. 1 2  Armatta 2010，第397頁.
32. 1 2 3  Novosti 2011.
33. 1 2  JNA 1991.
34. 1 2  Gow 2003，第155頁.
35. ↑  Silber & Little 1996，第171–173頁.
36. 1 2  Magaš 1993，第320頁.
37. ↑  Silber & Little 1996，第172頁.
38. ↑  ICTY 2007，第107頁.
39. ↑  Hoare 2010，第122頁.
40. ↑  Gow 2003，第120頁.
41. ↑  Jutarnji list 2011.

### 书籍及期刊
- Allcock, John B.; Milivojević, Marko; Horton, John Joseph. . Santa Barbara, California: ABC-CLIO. 1998. ISBN 9780874369359.
- Armatta, Judith. . Durham, North Carolina: Duke University Press. 2010. ISBN 978-0-8223-4746-0.
- Central Intelligence Agency, Office of Russian and European Analysis. . Washington, D.C.: Central Intelligence Agency. 2002. ISBN 9780160664724. OCLC 50396958.
- Degoricija, Slavko. . Zagreb, Croatia: ITG - Digitalni tisak. 2008: 49. ISBN 978-9537167172 （克罗地亚语）.
- . London, England: Routledge. 1999. ISBN 978-1-85743-058-5.
- Gow, James. . London, England: C. Hurst & Co. 2003: 154–155. ISBN 9781850656463.
- Hoare, Marko Attila. . Ramet, Sabrina P.  (编). . Cambridge, England: Cambridge University Press. 2010: 111–136. ISBN 9781139487504.
- Lučić, Ivica. . Journal of Contemporary History (Croatian Institute of History). 2008年6月, 40 (1): 107–140. ISSN 0590-9597 （克罗地亚语）.
- Magaš, Branka. . New York City: 维索图书. 1993. ISBN 9780860915935.
- Ramet, Sabrina P. . Bloomington, Indiana: Indiana University Press. 2006. ISBN 978-0-253-34656-8.
- Ružić, Slaven. . Journal - Institute of Croatian History (Institute of Croatian History). 2011年12月, 43 (1): 399–425. ISSN 0353-295X （克罗地亚语）.
- Silber, Laura; Little, Allan. . London, England: Penguin Books. 1996. ISBN 9780140261684.
- Woodward, Susan L. . Washington, D.C.: 布鲁金斯学会. 1995: 142. ISBN 9780815795131.

### 新闻报导
- Cvitić, Plamenko. . Nacional. 2005-08-22  [2013-06-30]. （原始内容存档于2013-12-29） （克罗地亚语）.
- Deljanin, Zorana. . Novi list. 2011-05-27 （克罗地亚语）.
- Engelberg, Stephen. . 纽约时报. 1991-03-03. （原始内容存档于2013-10-02）.
- Jurković, Marina. . Slobodna Dalmacija. 2010-08-18 （克罗地亚语）.
- Kosanović, Saša. . Novosti. 2011-06-03  [2013-06-29]. （原始内容存档于2025-03-16） （克罗地亚语）.
- Paštar, Toni. . Slobodna Dalmacija. 2010-08-25 （克罗地亚语）.
- Pavić, Snježana. . Jutarnji list. 2011-05-26  [2013-06-28]. （原始内容存档于2011-08-12） （克罗地亚语）.
- . 纽约时报. 路透社. 1990-08-19. （原始内容存档于2013-09-21）.
- Šetka, Snježana. . Slobodna Dalmacija. 2001-05-06 （克罗地亚语）.
- Sudetic, Chuck. . 纽约时报. 1991-04-02. （原始内容存档于2013-10-02）.
- . Daily Report: East Europe (78–88) (中央情报局外国广播资讯处). Tanjug. 1991. OCLC 16394067.

### 其他
- . Official website. Municipality of Kijevo. 2007  [2013-06-28]. （原始内容存档于2015-04-29） （克罗地亚语）.
- Đukić, Borislav.  (PDF): 266–267. 1991-08-27  [2013-06-29]. （原始内容 (PDF)存档于2016-11-26） （塞尔维亚语）.
- Nazor, Ante. . Hrvatski vojnik (克罗地亚国防部). 2009年5月, (239)  [2013-06-30]. ISSN 1333-9036. （原始内容存档于2009-12-01） （克罗地亚语及塞尔维亚语）.
- Nazor, Ante. . Hrvatski Vojnik (克罗地亚国防部). 2012年10月, (406)  [2013-06-28]. ISSN 1333-9036. （原始内容存档于2014-10-08） （克罗地亚语及塞尔维亚语）.
- (PDF). 前南斯拉夫问题国际刑事法庭. 2007-06-12.